# Senohraby (nádraží)
Senohraby jsou železniční stanice, která se nachází v obci Senohraby na adrese Hlavní 48. Stanicí prochází trať Praha – České Budějovice, zprovozněná v roce 1871 jako Dráha císaře Františka Josefa. Stanice Senohraby však byla vybudována později po opakované žádosti místních. V osobní dopravě to přineslo rozvoj obce jako letoviska poblíž Prahy a vybudování několika reprezentačních vil i trampských osad.

## Rekonstrukce
K první velké stavební akci na Dráze císaře Františka Josefa došlo již v letech 1903-1905, kdy byla trať zdvojkolejněna. Mohutný násep přes Kunický potok na severním zhlaví stanice ovlivnil i zbytky hradu Ježov.
Elektrizace tratě byla dokončena v roce 1971.
Celá stanice byla zrekonstruována v roce 2010 spolu s úsekem trati Strančice – Benešov u Prahy v rámci IV. železničního koridoru. Jednalo se o pětikolejné nádraží s úzkými nástupišti, které bylo nevyhovující. Po optimalizaci je stanice ztrojkolejněna se dvěma nástupišti (č. 2 je přístupné podchodem i výtahem), osvětlením, informačními tabulemi a s prodejem jízdenek.

## Doprava
Pro nákladní dopravu ztratila stanice postupně význam, ale jako součást příměstského systému pražské integrované dopravy (3. tarifní pásmo na lince S9 podle ROPIDu) si udržela a posílila roli v osobní přepravě, jak víkendové rekreační tak především v pracovní dny a to i pro obyvatele okolních obcí (jedna návazná příměstská autobusová linka). Kromě toho umožňuje střední kolej operativní předjíždění vlaků.[zdroj?]
Ve stanici denně zastaví 68 osobních vlaků (spojení Praha - Benešov, od roku 2017 výlučně elektrickými jednotkami 471), rychlíky zde projíždějí. V roce 2018 zde zastavovaly spěšné vlaky společnosti Arriva (později opuštěná linka Praha - Benešov), od jízdního řádu 2019 zde zastavují spěšné vlaky Českých drah na lince (Kutná Hora -) Praha - Benešov (-Tábor). Maximální rychlost ve stanici je 120 km/h.[zdroj?]